# HMS A3
Pour les articles homonymes, voir A3.
Le HMS A3 était un sous-marin britannique de classe A, construit pour la Royal Navy au cours de la première décennie du XXe siècle. Il a coulé en 1912. Son épave est une épave protégée gérée par English Heritage.

## Conception
Le A3 faisait partie de la première classe de sous-marins de conception britannique, bien que légèrement plus gros, plus rapide et plus lourdement armé que le navire de tête, le HMS A1. Ces sous-marins avaient une longueur totale de 32 mètres, un maître-bau de 3,9 m et un tirant d'eau moyen de 3,3 m. Ils avaient un déplacement de 190 tonnes en surface et 209 tonnes en immersion. Les sous-marins de classe A avaient un équipage de 2 officiers et 11 matelots.
Pour la navigation en surface, les navires étaient propulsés par un unique moteur à essence Wolseley à 16 cylindres de 450 chevaux-vapeur (336 kW) qui entraînait un unique arbre d'hélice. Lorsqu’ils étaient en immersion, l’hélice était entraînée par un moteur électrique de 150 chevaux (112 kW). Ils pouvaient atteindre 10 nœuds (19 km/h) en surface et 7 nœuds (13 km/h) sous l’eau. À la surface, le HMS A2 avait un rayon d'action de 320 milles marins (590 km) à 10 nœuds (19 km/h). En immersion, l’autonomie était de seulement 30 milles marins (56 km) à 5 nœuds (9,3 km/h).
Ces navires étaient armés de deux tubes lance-torpilles de 18 pouces (450 mm) à l’avant. Ils pouvaient transporter une paire de torpilles de rechange, mais en général, ils ne le faisaient pas, de sorte qu’ils devaient compenser leur poids par un poids équivalent de carburant.

## Engagements
Le HMS A3 a été construit par Vickers à Barrow-in-Furness et a été mis en service le 13 juillet 1904. Il a principalement servi comme sous-marin de défense côtière et d’entraînement pendant plus de sept ans. Le 2 février 1912, le HMS A3, ainsi que plusieurs autres sous-marins dépêchés du port de Gosport, ont effectué des exercices d’entraînement sur des navires cibles dans le Solent.
En attaquant fictivement le navire-dépôt HMS Hazard, le HMS A3 est entré accidentellement en collision avec sa cible. Son gouvernail et son hélice ont tous deux été mis hors service, et le sous-marin a coulé avec tout son équipage. Le sous-marin a été renfloué en mars et coulé comme cible d’artillerie par des obus du HMS (1908) le 15 mai 1912. En juillet 2016, l’épave du HMS A3 a été officiellement désignée comme site protégé.